# Festivalbar 1968
Il quinto Festivalbar si svolse ad Asiago il 19 settembre 1968 in onda sul Programma Nazionale della Rai, l'attuale Rai 1.
Il regista della manifestazione canora fu Antonio Moretti, il conduttore fu Vittorio Salvetti, ideatore e organizzatore del Festivalbar, accompagnato dall'annunciatrice RAI Rosanna Vaudetti.
Da questa edizione, il Festivalbar acquisisce la fisionomia di una vera e propria manifestazione canora, mettendosi in concorrenza con altre gare musicali. Grazie al suo cast di interpreti, il Festivalbar 1968 è una delle più importanti manifestazioni degli anni sessanta.
Salvatore Adamo con il brano Affida una lacrima al vento con 132.744 ascolti vinse la serie Disco Oro, mentre Sergio Leonardi si classificò in testa alla sezione giovani Disco Verde con il brano Non ti scordar di me, in una versione moderna riarrangiata dal maestro Enrico Polito che incontrò il favore del pubblico.

## Cantanti partecipanti
SERIE ORO (la classifica di seguito è quella parziale pubblicata da TV Sorrisi e Canzoni alla fine di giugno 1968)
1. Salvatore Adamo - Affida una lacrima al vento (Adamo) 24.718
2. Tom Jones - Delilah (Reed-Mason) 23.144
3. Little Tony - Prega prega (Claroni-Enrico Ciacci) 20.350
4. Camaleonti - Io per lei (Daniele Pace-Crewe-Gaudio) 20.081
5. Caterina Caselli - L'orologio (Daniele Pace- Mario Panzeri - Lorenzo Pilat) 18.785
6. Dik Dik - Il vento (Mogol-Lucio Battisti) 16.413
7. Marisa Sannia - Non è questo l'addio (Sergio Endrigo) 15.964
8. Rita Pavone - Il mondo nelle mani (Wayne-Carson-Thompson-Mogol) 15.327
9. Al Bano - Musica (Vito Pallavicini-Carrisi) 13.808
10. Orietta Berti - Non illuderti mai (Pace-Panzeri-Lorenzo Pilat) 12.615
11. Sergio Endrigo - Marianne (Endrigo) 10.779
12. Petula Clark - Kiss Me Goodbye (Reed-Mason) 10.124

SERIE ORO (classifica finale. Dalla sesta alla dodicesima posizione non  furono comunicati i numeri delle cartoline voto ma la sola posizione conquistata)
1. Salvatore Adamo - Affida una lacrima al vento (Adamo) 132.744
2. Camaleonti - Io per lei (Daniele Pace-Crewe-Gaudio) 116.311
3. Little Tony - Prega prega (Claroni-Enrico Ciacci) 104.591
4. Tom Jones - Delilah (Reed-Mason) 102.273
5. Orietta Berti - Non illuderti mai (Pace-Panzeri- Lorenzo Pilat) 98.650
6. Dik Dik - Il vento (Mogol-Lucio Battisti)
7. Caterina Caselli - L'orologio (Daniele Pace- Mario Panzeri - Lorenzo Pilat)
8. Al Bano - Musica (Vito Pallavicini-Carrisi)
9. Marisa Sannia - Non è questo l'addio (Sergio Endrigo)
10. Rita Pavone - Il mondo nelle mani (Wayne-Carson-Thompson-Mogol)
11. Sergio Endrigo - Marianne (Endrigo)
12. Petula Clark - Kiss Me Goodbye (Reed-Mason)

SERIE VERDE (la classifica di seguito è quella parziale pubblicata da TV Sorrisi e Canzoni alla fine di giugno 1968)
1. Sergio Leonardi - Non ti scordar di me (Furnò-De Curtis) 29.683
2. I Profeti - Ho difeso il mio amore (Pace-Hayward) 25.412
3. New Trolls - Visioni (Giorgio D'Adamo-Vittorio De Scalzi-Nico Di Palo) 24.197
4. Nuovi Angeli - Questo è un addio ( Lo Vecchio- Piccarreda-Weiss) 23.522
5. Carmen Villani - Per dimenticare (Gianni Boncompagni-Ghiglia) 20.739
6. Ricky Shayne - Con una o dieci chitarre (Francesco Specchia-Mills) 16.236
7. Sonia - Cammino sulle nuvole (Pace-Panzeri-Gene Colonnello) 13.530
8. Lucio Battisti - Prigioniero del mondo (Mogol-Carlo Donida) 12.427
9. 1910 Fruitgum Company - Simon Says (Chiprut) 11.285
10. Junior Magli - La calda estate (Nicola Salerno Nisa-Buffoli) 10.440
11. Turtles - She's My Girl (The Turtles) 8.306
12. Giusy Romeo - L'onda (Vito Pallavicini-Carrisi) 6.331

## Direzione artistica
Vittorio Salvetti

## Organizzazione
RAI